# 源義基 (木曾義基)
源 義基（みなもと の よしもと）は、平安時代後期の河内源氏の流れを汲む信濃源氏の武士。朝日三郎義基と号す。『木曽考』『木曽殿伝記』では源義仲の三男とし、木曾氏の祖とする。母は明治時代の『岐蘇古今沿革志』では巴御前とするが根拠に乏しい。
同時代史料や『吾妻鏡』など後世の編纂史料には記述がなく、また延慶本『平家物語』や『尊卑分脈』では、『吾妻鏡』での源義高に相当する人物が「義基」となっており、義高とは別人で弟とされる義基が実在するかは疑問がある。

## 略歴
『木曽考』『木曽殿伝記』などによると、元暦元年（1184年）、粟津の戦いで父・義仲が敗死した後、安曇郡の豪族仁科義重に臣従し、曽山神明宮（長野県大町市八坂）に庇護され、のちに木曽谷の領主に据えられた。
なお群馬県渋川市北橘町箱田の木曾三柱神社は義基と弟・基宗が上野国沼田の外祖父・伊予守藤原家国を頼って当地に落ち延びたとの伝承を有するが、木曾三柱神社の本社にあたる木曾三社神社にはそのような伝承がない。また『前橋風土記』をはじめとする地誌や、土着した義仲遺臣の子孫を称する家の旧記にも義仲子孫の移住については記述がないため、疑わしい伝承とされている。